# Listérie
Listérie (Listeria) jsou grampozitivní tyčinkovité bakterie pojmenované na počest anglického chirurga Josepha Listera. Rod zahrnuje 6 druhů, z toho dva jsou patogenní pro zvířata a jeden, Listeria monocytogenes, je původcem infekce lidí i zvířat, listeriózy.

## Názvosloví

### Platné jméno
Listeria Pirie 1940

### Typový druh
Listeria monocytogenes (Murray et al. 1926) Pirie 1940

### Synonyma
Listerella Pirie 1927 (nom. rej. Opin 14)

## Popis
Listérie jsou pravidelné, krátké tyčinky o rozměrech asi 0,4-0,5 x 0,5-2,0 μm, ve starších kulturách, nebo rostou-li v R-fázi, ale tvoří vlákna dlouhá 6-20 μm. Netvoří pouzdro ani spory. Zajímavostí je, že exprese proteinů tvořících bičík je závislá na teplotě - listérie tvoří bičíky jen v teplotním rozmezí od 20 do 25 °C .
Listérie jsou mezofilní, jejich teplotní optimum leží mezi 25 až 37 °C, jsou ale odolné i vůči působení nižších teplot, přežívají mráz a jsou schopné se pomalu množit i při teplotě 4 °C.

## Výskyt
Listérie jsou odolné bakterie, vyskytují se v půdě, fekáliích, ve vodě, na rostlinách nebo i v silážích z nich vyrobených. Jsou to saprofyté a epifyté sliznic trávicího traktu živočichů, listérie, včetně patogenních druhů, byly nalezeny v alespoň 37 druzích savců, 17 druzích ptáků a také v rybách, korýších, mlžích nebo mouchách . Možným zdrojem listerií mohou být potraviny. Jedná se zejména o mléčné výrobky vyrobené ze syrového mléka, různé saláty, maso, apod. Obecně se jedná o nekyselé potraviny. Listerie jsou schopny tvořit biofilmy, které mohou být zdrojem kontaminace v potravinářském průmyslu (zejména v mlékárnách).
Některé studie naznačují, že až 10% lidské populace hostí ve střevech Listerii monocytogenes, aniž by se u nich projevily jakékoliv příznaky onemocnění .

## Původce onemocnění
Většina druhů listérií je neškodná. Potenciálně patogenní jsou druhy dva, Listeria monocytogenes, která způsobuje listeriózu lidí i zvířat, a Listeria ivanovii, která způsobuje listeriózu ovcí.
K nákaze dochází nejčastěji perorálně, požitím potraviny, která obsahovala infekční dávku listérii. Nakazí-li se listeriózou zdravý jedinec, nemoc probíhá bezpříznakově, nebo se objeví mírné, chřipku připomínající symptomy. Zdravý organismus člověka se s nízkými dávkami listerií vypořádá bez problémů. Senzitivní skupiny jsou zejména těhotné ženy, děti a staří lidé a osoby s oslabenou imunitou, včetně osob HIV pozitivních.
Zvláště u oslabených jedinců pak může vyvolat meningitidy nebo meningoencephalitidy, může dojít k septikémii nebo i ke smrti.
Průběh infekce začíná konzumaci infikované potraviny. Listerie, které se dostaly až do střevního traktu, přecházejí přes mikroklky tlustého střeva do krevního řečiště, kudy jsou listerie transportovány do jater. Játra jsou primárním cílem listerií, ve kterých se pomnožují uvnitř jaterních buněk. Po dostatečném pomnožení dojde k jejich uvolnění do krevního řečiště a listerie jsou opět transportovány do různých orgánů hostitelského organismu. Hlavním cílem bývá mozková tkáň, kde způsobuje již zmíněné meningitidy nebo meningoencephalitidy. U těhotných žen napadají listerie plody v děloze - u těhotných a březích proto způsobuje potraty nebo porody mrtvých a málo životných, nemocných novorozenců. Potrat plodu je způsoben silnou invazí listerií do organismu s téměř nulovou imunitní odezvou a jeho celkovou septikémií.
Listeria monocytogenes je patogenní díky schopnosti produkce různých látek peptidového charakteru, které umožňují listeriím průchod do jaterních buněk a jejich šíření do dalších jaterních buněk. Tyto látky zodpovědné za patogenitu se nazývají virulentní faktory. Patří sem zejména hemolysin (u listerií listeriolysin), protein p60, fosfolipasy, internaliny a další.
Dlouhá inkubační doba onemocnění je způsobena zejména nízkými infekčními dávkami listerií. Během cesty do jater jsou dále ještě inaktivovány imunitním systémem, což také prodlužuje inkubační dobu. Pokud jsou již listerie v játrech a pomnožují se v jaterních buňkách, jsou již bakterie chráněny před imunitním systémem infikovaného organismu a mohou se bez problémů množit.